# Eupogonius infimus
Eupogonius infimus är en skalbaggsart som först beskrevs av Thomson 1868. Eupogonius infimus ingår i släktet Eupogonius och familjen långhorningar.
Artens utbredningsområde är:
- Belize.
- Costa Rica.
- Guatemala.
- Honduras.
- Nicaragua.
- Panama.
- Venezuela.

Inga underarter finns listade i Catalogue of Life.